# Silhouettea
Silhouettea là một chi của Họ Cá bống trắng.

## Các loài
Chi này hiện hành có các loài sau đây được ghi nhận:
- Silhouettea aegyptia (Chabanaud, 1933) (Red Sea goby)
- Silhouettea capitlineta J. E. Randall, 2008
- Silhouettea chaimi Goren, 1978
- Silhouettea dotui (Takagi, 1957)
- Silhouettea evanida Larson & P. J. Miller, 1986
- Silhouettea hoesei Larson & P. J. Miller, 1986
- Silhouettea indica Visweswara Rao, 1971
- Silhouettea insinuans J. L. B. Smith, 1959 (Phantom goby)
- Silhouettea nuchipunctatus (Herre, 1934)
- Silhouettea sibayi Farquharson, 1970